# Styx infernalis
Styx infernalis is een vlindersoort uit de familie van de prachtvlinders (Riodinidae), onderfamilie Euselasiinae.
Styx infernalis werd in 1876 beschreven door Staudinger.